# Alice Faye
Alice Faye (* 5. Mai 1915 in New York City, New York; † 9. Mai 1998 in Rancho Mirage, Kalifornien; eigentlich Alice Jeanne Leppert) war eine US-amerikanische Schauspielerin und Sängerin.

## Leben
Alice Faye begann ihre Karriere als Tänzerin und Revuegirl in den George White’s Scandals und wurde dort 1931 vom Entertainer Rudy Vallée entdeckt. Sie trat danach als Sängerin in seiner Band auf und drehte 1934 ihren ersten Film, George White’s Scandals, mit einem Vertrag bei den alten Fox-Studios. Als Lilian Harvey die Dreharbeiten abbrach, bekam Faye die Hauptrolle. Das Studio versuchte zunächst, aus Faye ein Sexsymbol im Sinne von Jean Harlow zu machen, doch die Schauspielerin zeigte wenig Begeisterung dafür, und am Ende fand sie ihre Nische als Musicalstar.
Ihren Durchbruch als Star hatte sie 1937/38 mit den beiden Filmen Chicago, der im Stil von San Francisco in epischer Breite die Ursachen des großen Feuers von Chicago schildert, und Alexander’s Ragtime Band, einer aufwändig produzierten Revue über zwei rivalisierende Entertainer, die dasselbe Mädchen lieben. Beide Male war sie neben Tyrone Power zu sehen. Faye war damals neben Sonja Henie der größte Star des Studios. Von Anfang an lag sie jedoch mit dem Produktionschef Darryl F. Zanuck in Streit. Der versuchte seit 1940 mit Betty Grable eine Konkurrentin aufzubauen. Beide Schauspielerinnen spielten in einem Film gemeinsam, Tin Pan Alley, und kamen sehr gut miteinander aus. Faye wurde mehrfach in historischen Streifen eingesetzt, die in der Zeit der sogenannten „Gay Nineties“ (den 1890er-Jahren in den USA) spielten, wie in Rose of Washington Square oder in Lillian Russell. Während des Krieges war sie dann meist in opulent ausgestatteten Musicals zu sehen, so jeweils an der Seite von Carmen Miranda in Weekend in Havanna und The Gang’s All Here. Letzter Film von 1943 enthält die bekannte „Giant Banana“-Choreographie, in der Choreograf Busby Berkeley seiner Phantasie freien Lauf ließ.
Der Streit mit Zanuck erreichte 1945 seinen Höhepunkt, als er Faye in einer nichtssagenden Rolle in dem Film-noir-Streifen Mord in der Hochzeitsnacht einsetzte, wobei die eigentlich hinter ihr im Vorspann genannte Linda Darnell am Ende mehr Szenen erhielt als Faye. Die Schauspielerin brach danach ihren laufenden Vertrag und kehrte nie wieder ins Studio zurück. Mit Ausnahme einer kleinen Rolle als Mutter von Pat Boone in Texas-Show von 1962 konzentrierte sich Faye darauf, ihre Kinder großzuziehen und eine erfolgreiche Karriere als Nachtclubsängerin in Las Vegas zu starten. 1974, auf dem Höhepunkt der sogenannten „nostalgia craze“, dem wiedererwachten Interesse des Publikums an der Kultur der 1930er und 1940er Jahre, kehrte sie an der Seite ihres langjährigen Partners John Payne mit dem Musical-Revival Good News an den Broadway zurück.
Fayes Songs aus ihren Filmen  wurden von Brunswick Records veröffentlicht. Sie arbeitete unter anderem mit den Bandleadern Tommy Dorsey und Jimmy Dorsey sowie Benny Goodman zusammen. Der Komponist Irving Berlin sagte einmal, er würde sich wünschen, dass jeder seiner Songs zuerst von Alice Faye gesungen werde, da sie die angenehmste Stimme aller Sängerinnen habe.
Drei Jahre nach dem Tod ihres Mannes Phil Harris starb Alice Faye mit 83 Jahren an Magenkrebs. Sie wurde eingeäschert, ihre Asche befindet sich im Mausoleum des Forest Lawn Cemetery in Cathedral City. Alice Faye besitzt einen Stern auf dem Hollywood Walk of Fame in Anerkennung ihrer Filmarbeit beim 6922 Hollywood Boulevard. Außerdem wurde sie 1994 mit einem Stern auf dem Palm Springs Walk of Stars geehrt.

## Filmografie
- 1934: George White’s Scandals
- 1934: Now I’ll Tell
- 1934: She Learned About Sailors
- 1934: 365 Nights in Hollywood
- 1935: George White’s 1935 Scandals
- 1935: Jeden Abend um acht (Every Night at Eight)
- 1935: Music Is Magic
- 1936: King of Burlesque
- 1936: Poor Little Rich Girl
- 1936: Sing, Baby, Sing
- 1936: Sonnenscheinchen (Stowaway)
- 1937: On the Avenue
- 1937: You Can’t Have Everything
- 1937: Wake Up and Live
- 1937: Täglich ausverkauft! (You’re a Sweetheart)
- 1938: Chicago (In Old Chicago)
- 1938: Alexander’s Ragtime Band
- 1938: Sally, Irene and Mary
- 1939: Tail Spin
- 1939: Rose of Washington Square
- 1939: Damals in Hollywood (Hollywood Cavalcade)
- 1939: Barricade
- 1940: Little Old New York
- 1940: Lillian Russell
- 1940: Tin Pan Alley
- 1941: Carioca (That Night in Rio)
- 1941: The Great American Broadcast
- 1941: Week-End in Havana
- 1943: Hello, Frisco, Hello
- 1943: The Gang’s All Here
- 1945: Mord in der Hochzeitsnacht (Fallen Angel)
- 1962: Texas-Show (State Fair)
- 1976: Won Ton Ton – der Hund, der Hollywood rettete (Won Ton Ton, the Dog Who Saved Hollywood)
- 1978: Every Girl Should Have One
- 1978: Unsere Lassie (The Magic of Lassie)

## Diskographische Hinweise
- The Complete ARC & Brunswick Sides (Collector’s Choice, 2003)
- You'll Never Know (ASV Living Era, 2000)